# Олль, Лембит Антсович
Ле́мбит А́нтсович О́лль (эст. Lembit Oll, 23 апреля 1966, Кохтла-Ярве — 17 мая 1999, Таллин) — советский и эстонский шахматист, гроссмейстер (1990).

## Биография
Воспитанник Таллинской спортшколы-интерната.
Чемпион Эстонской ССР 1982 года. В чемпионате СССР среди молодых мастеров (1987) — 2-3-е место. Занял шестое место (+4 -3 =8) на чемпионате СССР 1989 года в Одессе. Участник четырёх шахматных олимпиад (1992, 1994, 1996 и 1998). В 1990-е годы регулярно входил в число лучших 40 шахматистов мира по рейтингу Эло. Высшее достижение — 25-е место в июле 1998 года (2650).
С 1996 года проходил лечение у психиатров, принимал антидепрессанты. 17 мая 1999 года покончил жизнь самоубийством, выбросившись из окна своей таллинской квартиры. На момент смерти занимал 42-е место в мировом рейтинге. Похоронен на Лесном кладбище в Таллине.
Был в разводе, осталось двое сыновей.

## Изменения рейтинга
| Графики недоступны из-за технических проблем. См. информацию на Фабрикаторе и на mediawiki.org. |